# Puzzle (película de 1986)
Puzzle (conocida en Hungría como Kirakójáték, en Eslovaquia como Pod hrozbou smrti) es una película de acción, crimen y thriller de 1986, dirigida por Lluís Josep Comerón, que a su vez la escribió y protagonizada por Patxi Andión, Carme Elias, Héctor Alterio y Antonio Banderas, entre otros. El filme fue realizado por ARC Interprod y Generalitat de Catalunya - Departament de Cultura, se estrenó el 18 de agosto de 1986.

## Sinopsis
Dos viejos compañeros de trabajo que están desempleados, Pedro y Andrés, llevan adelante un robo, que ha sido ideado por un amigo en común de hace años, Diego. Mientras realizan el asalto surgen inconvenientes; lastiman al guardia del banco y para poder irse, se llevan como rehenes a Luis y a Julia, clientes que estaban ahí y logran huir evadiendo a la policía.

## Reparto
- Patxi Andión como Pedro
- Carme Elias como Julia
- Héctor Alterio como Luis
- Antonio Banderas como Andrés